# Streets of Rage 3
Streets of Rage 3, anche conosciuto come Bare Knuckle III (ベア・ナックルIII?, Bea Nakkuru Surī) in Giappone, è un videogioco appartenente al genere picchiaduro a scorrimento, prodotto e distribuito da SEGA nel 1994. Le musiche sono di Yuzo Koshiro e Motohiro Kawashima. Il gioco su Mega Drive supporta il control pad a sei tasti.

## Trama
Nonostante la chiara disfatta subita da Mr X nel precedente capitolo, egli riesce a tornare e a ricomporre la sua organizzazione (il Sindacato), avvalendosi stavolta dell'aiuto di un pazzo scienziato, il dottor Dahm, considerato da tutti il più grande scienziato al mondo nel campo della robotica; questi, infatti, sfruttando le proprie conoscenze riesce a creare automi replicanti che Mr X intende impiegare per rimpiazzare le varie autorità della città e quindi prenderne rapidamente il controllo. Ma non si limiterà solo a questo: Mr. X, infatti, disseminerà di bombe l'intera città. I nostri eroi, scoperti i piani del malvagio Mr X, uniranno un'altra volta le proprie forze per fermarlo una volta per sempre.

## Personaggi
- Axel Stone è un giovane poliziotto, che insieme ai suoi due amici Blaze e Adam, pose fine già una volta alle attività illegali dell'Organizzazione. È molto amico di Adam da diversi anni, e grazie allo studio di arti marziali e a una notevole forza e tecnica, è il lottatore più bilanciato del quartetto.[1]

- Blaze Fielding è collega e amica di Adam e Axel, Blaze è una ragazza che, sin dalla giovane età, si è cimentata nel praticare diverse arti marziali, con la particolare predilezione per lo Jūdō. Nonostante non abbia una grande forza, possiede comunque una grande tecnica e una discreta velocità.

- Dr Zan è un ex ricercatore, assoldato dal dottor Dahm, per condurre i primi esperimenti sui replicanti. Infatti Dr Zan è un uomo bionico, trasformato proprio dal Dr Dahm. Per averlo privato della sua umanità Dr Zan è guidato dal sentimento di vendetta e si unisce ad Axel, Blade e Skate nella lotta contro Mr X. È fisicamente il lottatore più forte dei quattro, ma di tutti è il meno agile, a causa della sua struttura bionica.

- Eddie "Skate" Hunter soprannominato da tutti "Skate", è il fratello minore di Adam e, ispirato dal fratello, si è dedicato ben presto alle arti marziali. Il fatto che tutti lo chiamano Skate, deriva dalla particolarità che non gira mai senza i suoi pattini ai piedi e, cosa ancora più particolare, anche con essi riesce ad eseguire le mosse più difficili. Molto veloce e rapido, è però piuttosto debole e poco resistente, ma ciò non toglie che sia un avversario pericoloso per tutti gli altri.

### Personaggi Bonus
Durante il gioco, è possibile sbloccare due personaggi, che possono essere poi utilizzati assieme ai quattro personaggi principali.
- Shiva: Un completo e tenace lottatore, che già fa la sua apparizione in Streets of Rage 2, che ha mosse devastanti basate prevalentemente sulle arti marziali. Per usarlo bisogna sconfiggerlo e tenere premuto il tasto [B] sino all'inizio del prossimo livello poi dopo apparirà tra i personaggi da scegliere nei continue.

- Roo: Un canguro ammaestrato, che si incontra nei primi livelli del gioco. Dispone di mosse di diverso tipo, molto coreografiche ma comunque piuttosto potenti. Viene sbloccato se, durante lo scontro fra lui e il suo "domatore", si riesce a sconfiggere il domatore senza uccidere Roo.

## Struttura e caratteristiche di gioco
Il gioco non si discosta molto dagli schemi dei precedenti capitoli della serie, rimane sempre un picchiaduro a scorrimento orizzontale, diviso in otto livelli, ma ci sono alcuni cambiamenti. Il cambiamento più importante riguarda i due attacchi speciali di ogni personaggio, riproposti ancora una volta in questo capitolo. La differenza però è che qui le mosse speciali possono essere fatte anche senza che la barra di energia del nostro personaggio diminuisca. Accanto alla barra della vita, infatti, c'è anche un indicatore di forza. Più l'indicatore sarà pieno, maggiore sarà la potenza dell'attacco speciale. Se il colpo speciale viene lanciato senza attendere la scritta "OK" sull'indicatore di forza, il nostro personaggio perderà un po' della sua energia, altrimenti no.
Un'altra innovazione riguarda la possibilità di guadagnare fino a tre stelle che aumentano la potenza dei colpi e la velocità degli stessi del nostro personaggio. Però, ogni volta che si muore, una stella viene persa. Si possono anche utilizzare mosse uniche e particolari con le armi e con gli oggetti che si possono trovare nel corso dei vari livelli di gioco (vengono temporaneamente sostituite a quelle semispeciali).
Tutti i personaggi in questo capitolo possono correre.
È stato reintrodotto il sistema del peso: alcuni nemici (come il Big Ben), non possono essere scaraventati con le prese, poiché troppo pesanti.
Un ultimo fondamentale cambiamento rispetto ai precedenti episodi è la non linearità del gioco. Il gioco infatti prevede quattro finali: uno "buono", uno "cattivo", uno "alternativo" e uno "incompleto".

### Livelli
In totale ci sono 8 livelli, ma non sono giocabili tutti. Dopo i primi 6, infatti, si passeràa uno soltanto tra i restanti (chiamati 7a e 7b), a seconda di come si sarà comportato nel sesto livello.
- Porto: il giocatore inizia le sue indagini dai magazzini del porto, proseguendo sul molo e su un vicolo di periferia. Qui deve affrontare il boss Shiva, eterno braccio destro di Mr.X, sul quale i protagonisti iniziano a sospettare. Una volta sconfitto Shiva scappa con l'aiuto di Jet. Sul molo si incontra anche Ash, il sotto-boss.
- Discoteca: da una strada commerciale del centro (dove si devono affrontare Roo e il suo padrone Nasty) si accede alla pista di una discoteca. Gli effetti delle luci intermittenti sono riprodotti egregiamente e possono essere di disturbo al giocatore, che dovrà prestare particolare attenzione. Nel bar si devono affrontare Mona e Lisa (Onihime e Yasha) che ritornano dal primo titolo della serie, anche se qui completamente ridisegnate nell'abbigliamento e con alcune tecniche originali. Un indizio trovato al bancone conduce al prossimo livello.
- Cantiere: il cantiere edile presenta numerose trappole, quali i buchi nel pavimento o barili che cadono dall'alto. Il giocatore dovrà sfuggire a un agguerrito Donovan alla guida di una ruspa, cercando di abbattere una serie di newjersey prima di essere investito. L'ambientazione del montacarichi è ripresa dal precedente titolo, e porta ad affrontare il boss di livello, Brake, un clone di Axel. Il mistero si infittisce e l'ex agente Stone si vede accusato dei crimini commessi dal sui clone.
- Galleria ferroviaria: la galleria non è usata per scopi civili, ma per i traffici di merce del sindacato. Bisogna fare molta attenzione ai vagoni che passano continuamente in una direzione o nell'altra. Passando da una galleria ferroviaria infestata da ninja si arriva a una grotta sotterranea che nasconde un tempio in stile nipponico. Qui si deve affrontare Yamato. Sconfitto lui, la porta del tempio si apre, rivelando l'ingresso al livello successivo.
- Quartier generale: risalendo i vari ambienti del tempio si ritorna in superficie all'altezza del quartier generale dell'organizzazione; anche quest'ambientazione è ripresa direttamente dal precedente titolo, inclusa la sequenza dell'elevatore che porta alla stanza di comando. Qui sembra nascondersi Mr.X, ma con un colpo di scena viene rivelato che si tratta solo di un suo clone, Robot X. Ormai è però chiaro chi ci sia dietro l'organizzazione criminale.
- Salvataggio del capo della polizia: è senza dubbio il livello più originale; disposto su più piani, raggiungibili da un ascensore, ognuno dei quali dà accesso a più stanze, occorre trovare e neutralizzare i congegni che tengono serrata la stanza dov'è rinchiuso il capo della polizia. Il tutto entro una quantità massima di tempo, passata la quale il palazzo verrà pervaso da gas velenoso in grado di indebolire il giocatore e uccidere lo stesso capo della polizia.

- Ultimo stage: A seconda che si riesca o non si riesca a liberarlo vivo si accede a uno dei due livelli seguenti
  - Fabbrica: se si è riusciti a salvare il capo della polizia, con il suo appoggio, si giunge alla fabbrica dei cloni, infestata da copie di Mr.X. Giunti allo scontro finale c'è un altro colpo di scena: Mr.X si è fatto trasformare in un droide senziente chiamato Robot Y, estremamente forte e veloce. La difficoltà è aumentata dal tempo a disposizione; se non si abbatte il robot entro 3 minuti, infatti, verranno innescate una serie di bombe piazzate in luoghi strategici della città.
  - Municipio: se il capo della polizia è morto prima della sua liberazione, i protagonisti si dirigeranno verso il municipio, dove è in corso una conferenza stampa con un falso capo della polizia. Smascherato davanti a tutti i giornalisti, si scopre essere ancora Shiva, ora in versione "super".

### Finali
Nel gioco sono presenti quattro tipi di finali, uno buono (good), uno cattivo (evil), uno alternativo (???) e uno incompleto (???).
Il primo è raggiungibile sconfiggendo Robot Y entro i 3 minuti, salvando la città e riportano la pace. Il secondo sconfiggendolo dopo il tempo massimo, lasciando così che la città venga distrutta dalle bombe. Il finale alternativo è raggiungibile sconfiggendo super Shiva al municipio (quindi non avendo salvato il capo della polizia). L'ultimo finale si raggiunge finendo il quinto livello in modalità facile (che è l'ultimo stage di questa modalità). Nel finale incompleto la scena finale sfuma sullo schermo di un proiettore, grazie al quale il vero Mr. X sta prendendo atto che i suoi piani sono stati interrotti.

## Sequel
Sega, in collaborazione con DotEmu, ha annunciato il seguito ufficiale della saga con il nome di Streets of Rage 4, sviluppato da Lizardcube, il team creativo dietro il remake di Wonder Boy 3, per PS4, Xbox One e Steam. Nel trailer di annuncio si vedono far ritorno Alex e Blaze. L'aspetto grafico stavolta cambia, perdendo lo stile pixel degli anni '90 e presentandosi a pieno disegno a mano.

## Curiosità
- Il nome del gioco in giapponese <<ベアナックルIII>> tradotto in italiano vuol dire <<Pugni Nudi 3>>, riferendosi alla lotta a mani nude.
- Nella copertina europea del gioco compaiono le Torri Gemelle e una ipotetica New York sullo sfondo.
- Nel retro della copertina nella parte di testo in italiano c'è un errore ortografico <<una seida rinnovata.>> una sfida rinnovata.

- Nella versione giapponese si può scegliere un terzo personaggio segreto nonché miniboss: Ash. Questo personaggio è stato tolto dalla versione PAL del gioco in quanto, secondo SEGA, era troppo stereotipato (il look di Ash, infatti, è un'esasperazione di diversi stereotipi culturali sugli omosessuali) e questo avrebbe potuto farlo sembrare offensivo.
- Vi sono molte differenze grafiche e di contenuti fra la versione giapponese del gioco e quella americana come per esempio il colore di alcuni personaggi e del sangue differente, diversi nomi dei personaggi che si incontrano nel gioco e la trama della versione giapponese, in cui non erano previsti sosia robotici nella classe dirigente cittadina.
- La colonna sonora è stata pubblicata su vinile sotto l'etichetta discografica Data Discs.